# Слейтер, Итан
И́тан Сле́йтер (англ. Ethan Slater; род. 2 июня 1992, Нью-Йорк, Нью-Йорк, США) — американский актёр и певец, наиболее известный по роли Губки Боба Квадратные Штаны в одноимённом мюзикле, за которую получил номинацию на премию «Тони» за лучшую мужскую роль в мюзикле.

## Ранние годы и образование
Слейтер родился в Нью-Йорке, США, и вырос в Вашингтоне, округ Колумбия. Он посещал Еврейскую дневную школу Чарльза И. Смита и Джорджтаунскую дневную школу. Он окончил Колледж Вассара в Покипси, Нью-Йорк.

## Награды и номинации
| Год  | Ассоциация                        | Категория                      | Номинированная работа      | Результат |
| ---- | --------------------------------- | ------------------------------ | -------------------------- | --------- |
| 2018 | Премия «Тони»                     | Лучшая мужская роль в мюзикле  | Губка Боб Квадратные Штаны | Номинация |
| 2018 | Премия «Драма Деск»               | Лучший актёр в мюзикле         | Губка Боб Квадратные Штаны | Победа    |
| 2018 | Премия Внешнего общества критиков | Лучший актёр в мюзикле         | Губка Боб Квадратные Штаны | Победа    |
| 2018 | Театральный мир                   | Театральный мир                | Губка Боб Квадратные Штаны | Победа    |
| 2018 | Выбор аудитории Broadway.com      | Любимый новичок (среди мужчин) | Губка Боб Квадратные Штаны | Победа    |
| 2018 | Выбор аудитории Broadway.com      | Любимый актёр в мюзикле        | Губка Боб Квадратные Штаны | Победа    |